# Irmengarda Brunšvická
Irmengarda Brunšvická (německy Irmengard bei Rhein či také  Irmengard von Baden, 1200? – 24. února 1260) byla bádenská a veronská markraběnka. Do manželství přinesla město Pforzheim.

## Život
Narodila se jako starší ze dvou dcer rýnského falckraběte Jindřicha a jeho první manželky Anežky, dcery Konráda Štaufského. Okolo roku 1217 byla provdána za postaršího bádenského markraběte Heřmana V.
Manželé společně poskytovali četné donace klášterům v Maulbronnu, Tennenbachu, Herrenalbu, Selzu, Salemu a Backnangu. Po manželově smrti Irmengarda společně se syny založila klášter Lichtenthal, kam nechala přenést manželovy ostatky a sama tam byla po své smrti pohřbena. Téměř třímetrový náhrobek ji zpodobňuje jako donátorku s vdovským závojem, držící model kláštera a obklopenou dvěma andílky.